# Marcelo Crivella

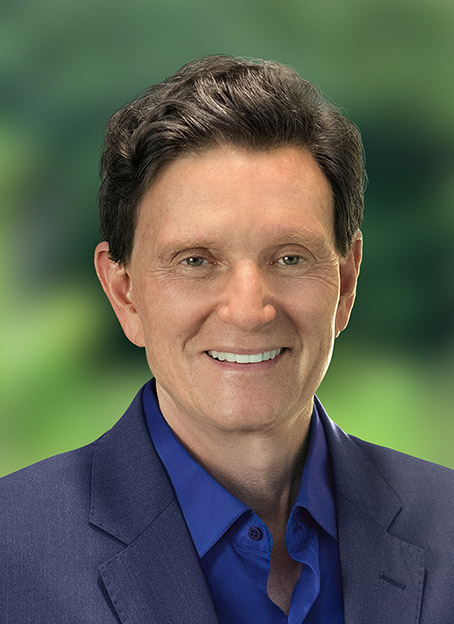
Marcelo Crivella, Stadtpräfekt von Rio de Janeiro

Marcelo Bezerra Crivella, Aussprache [maʁˈsɛlu biˈzeʁɐ kɾiˈvɛlɐ], (* 9. Oktober 1957 in Rio de Janeiro) ist ein brasilianischer Politiker der Republicanos und von 2017 bis Ende 2020 Stadtpräfekt von Rio de Janeiro.

## Leben
Marcelo Crivella ist italienischer Herkunft, sein Vater ist Múcio Crivella, seine Mutter die Brasilianerin Eris Bezerra Crivella, beide katholisch. Sein Onkel ist der einflussreiche IURD-Bischof Edir Macedo. Seine Partei, die evangelikal-religiös christdemokratische PRB, wird stark durch seine Familie kontrolliert. Er studierte Zivilingenieurswesen an der Universidade Santa Úrsula und dem Centro Universitário Geraldo Di Biase (UGB). Crivella ist mit Sylvia Jane Hodge verheiratet und hat drei Kinder.
Ende der 1990er Jahre veröffentlichte er mehrere CDs mit Gospelmusik.
Crivella ist Bischof der neocharismatischen Freikirche Igreja Universal do Reino de Deus, die von seinem Onkel, dem Unternehmer Edir Macedo, einem ehemaligen Lotterienagestellten und selbsternannten Wunderheiler, gegründet wurde. Crivella war mehrere Jahre als Missionar in Afrika tätig.

## Politische Laufbahn
Vom 1. Februar 2003 bis 1. Januar 2017 in den 52. bis 55. Legislaturperioden war Crivella als einer von drei Senatoren für seinen Heimatstaat im Senat von Brasilien tätig. Vom 2. März 2012 bis 17. März 2014 war Crivella als Nachfolger von Nóbrega de Oliveira Minister für Fischerei und Fischzucht (Ministro da Pesca e Aquicultura) in Brasilien im Kabinett Rousseff I. Sein Nachfolger als Fischereiminister wurde Eduardo Lopes.
Seit 1. Januar 2017 war Crivella als Nachfolger von Eduardo Paes Stadtpräfekt (Bürgermeister) von Rio de Janeiro. In der Stichwahl (2. Wahlgang) bei der Kommunalwahl in Brasilien 2016 erhielt er 59,36 % (1.700.030 Wähler) der gültigen Stimmen.
2018 war Crivella in einen Korruptionsskandal verwickelt, als eine Audioaufzeichnung auftauchte, in welcher Crivella befreundeten evangelikalen Pastoren Gefälligkeiten versprach.
In Rio de Janeiro ist Crivella aufgrund umstrittener Äußerungen sowie seiner ablehnenden Haltung zum dortigen Karneval, den er als „unchristlichen Exzess“ bezeichnet, umstritten. Bis 2020 strich er den Veranstaltern sämtliche staatliche Unterstützung. Als es nach schweren Regenfällen zu Überflutungen in Rio de Janeiro kam, machte er die Bewohner der Stadt selbst dafür verantwortlich, da diese „Müll an den Flussufern entsorgt“ hätten.
Bei der Kommunalwahl in Brasilien 2020 verlor Crivella am 29. November 2020 die Stichwahl gegen Eduardo Paes, sodass sein Vorgänger als Stadtpräfekt am 1. Januar 2021 auch sein Nachfolger wurde.

## Weltanschauung
Crivella vertritt eine evangelikal-fundamentalistische Interpretation der Bibel, die zunächst von extremer religiöser Intoleranz geprägt war. In seinem Buch Evangelizing Africa bezeichnet er Homosexualität als „schreckliches Übel“ und Katholiken als dämonisch. Ferner behauptete er, traditionelle Religionen Afrikas würden „böse Geister“ verehren und Hindus Kinderblut trinken. Später distanzierte er sich jedoch von den Aussagen in diesem Buch, welches er als Werk eines jungen, unreifen Missionars bezeichnet. Crivella ist Abtreibungsgegner und Kreationist.